# Alt Krüssow
Alt Krüssow ist ein Ortsteil der Stadt Pritzwalk im Landkreis Prignitz in Brandenburg.

## Geografie
Der Ort liegt 6 Kilometer östlich von Pritzwalk und 15 Kilometer westlich von Wittstock/Dosse. Die Nachbarorte sind Sadenbeck im Norden, Neu Krüssow im Nordosten, Wilmersdorf im Osten, Heiligengrabe im Südosten, Bölzke im Süden, Neu Kemnitz im Südwesten, Beveringen im Westen sowie Kiebitzberg im Nordwesten.

## Geschichte
Die erste schriftliche Erwähnung von Alt Krüssow stammt aus dem Jahr 1367. Darin wurde der Ort unter „tu Crussow“ verzeichnet. Bis 1816 gehörte der Ort zum Kreis Pritzwalk in der Provinz Prignitz; ein Teil der Kurmark der Mark Brandenburg und kam anschließend zum Kreis Ostprignitz. Ab 1952 gehörte Alt Krüssow zum Kreis Pritzwalk im Bezirk Potsdam. Seit dem 6. Dezember 1993 ist der Ort ein Teil des heutigen Landkreises Prignitz.
Der Ort, in seiner Siedlungsstruktur ein Rundling, hatte am 1. Januar 2013 96 Einwohner auf einer Fläche von ca. 6,998 km². Die ehemals selbstständige Ortsgemeinde wurde am 1. Januar 2003 eingemeindet.

## Sehenswürdigkeiten

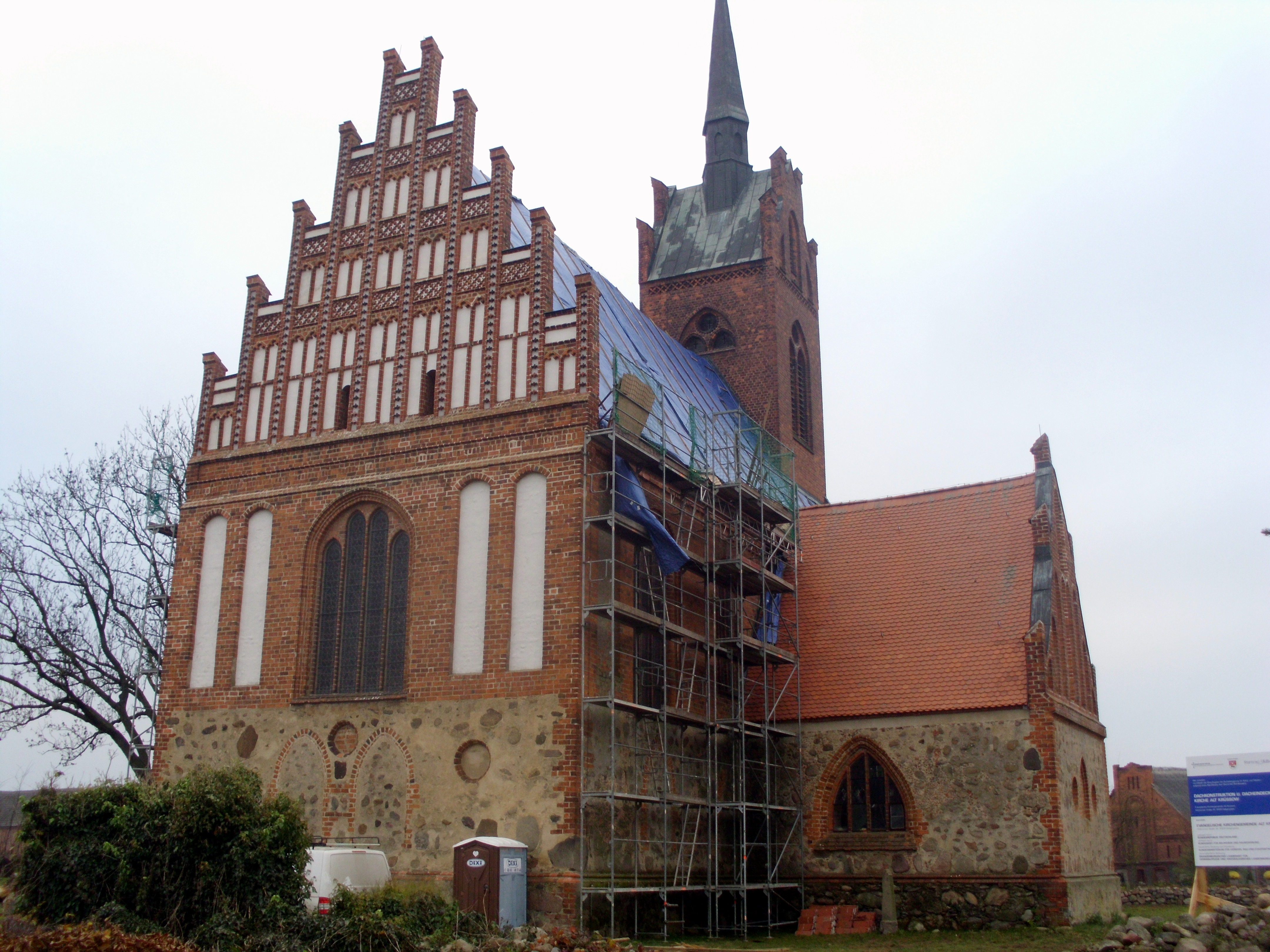
Wallfahrtskirche Alt Krüssow

Die ehemalige Wallfahrtskirche Alt Krüssow wurde wohl im 16. Jahrhundert errichtet und steht in der Dorfmitte. Das Mauerwerk des heute als Kulturdenkmal ausgewiesenen Sakralbaus wurde im unteren Bereich aus Feldsteinen errichtet, während weiter oben insbesondere aus statischen Gründen die Giebelwand und Teile des Kirchturms aus Backsteinmauerwerk bestehen. Gelegentlich finden in der Kirche Benefizkonzerte zur Restaurierung des Denkmals statt.